# Tetrarhanis ugandae
Tetrarhanis ugandae är en fjärilsart som beskrevs av Henry Stempffer 1964. Tetrarhanis ugandae ingår i släktet Tetrarhanis och familjen juvelvingar. Inga underarter finns listade i Catalogue of Life.